# Mai întunecat decât crezi
Mai întunecat decât crezi (1948) (titlu original Darker Than You Think) este o nuveletă de Jack Williamson, extinsă ulterior la dimensiunea unui roman. Versiunea scurtă a fost publicată de revista Unknown în 1940, în timp ce romanul a apărut opt ani mai târziu la Fantasy Press. Roamnul a fost retipărit în 2003 de Orion Books în cadrul seriei Fantasy Masterworks ca numărul 38.

## Intriga
Romanul începe cu anunțul făcut de membrii unei expediții etnologice în Mongolia că printre oameni există persoane care se pot transforma în animale. Dar conducătorul și purtătorul de cuvânt al expediției moare pe neașteptate în mijlocul conferinței de presă, tocmai când era pe cale să aducă dovezi incontestabile în sprijinul afirmațiilor sale. Ceilalți participanți la expediție refuză să mai discute pe marginea subiectului și a conținutului lăzii pe care au adus-o cu ei din expediție.
Prietenul lor, ziaristul Will Barbee încearcă să descâlcească ițele misterioasei povești și ajunge sub controlul frumoasei ziariste April Bell. De la aceasta, el află că în trecut a avut loc un război în care Homo sapiens a învins vârcolacii (Homo lycanthropus) - persoane care se pot metamorfoza într-o sumedenie de animale. Vârcolacii care au supraviețuit s-au ascuns printre oameni și au așteptat nașterea Fiului Nopții, cel profețit să-i aducă din nou la conducerea lumii.
Aflat sub controlul lui April, Will descoperă că și el se poate metamorfoza în animale, iar ziarista se folosește de acest lucru pentru a-l determina să-i elimine, pe rând, pe membrii supraviețuitori ai expediției din Mongolia. Scopul final este distrugerea conținutului lăzii aduse de aceștia, care poartă în ea cea mai teribilă armă de luptă împotriva vârcolacilor, pe care savanții încearcă să descopere cum să o folosească.
Dacă la început Will nu i se poate opune femeii și își ucide foștii colegi, cu timpul el încearcă să treacă înapoi în tabăra oamenilor și să-l ajute pe ultimul supraviețuitor să lupte împotriva vârcolacilor. Tot efortul său este însă în zadar, deoarece Fiul așteptat al Nopții este chiar el însuși, așa cum ajunge să afle după ce depășește moartea fizică. Acceptându-și statutul, el trece definitiv de partea vârcolacilor, la al cărui triumf își aduce decisiv contribuția.

### Capitolele cărții
| - 1 - Tânăra în blană albă - 2 - Uciderea puiului de pisică - 3 - Lupul din jad alb - 4 - Fetița-vrăjitoare - 5 - Creatura din spatele vălului - 6 - Pașii lupului - 7 - Capcana din birou - 8 - Vânătoarea din noapte - 9 - După coșmar - 10 - Un prieten de-al lui April Bell - 11 - Ucis de tigrul cavernelor | - 12 - Blana tigrului - 13 - Iadul interior - 14 - Lovitura șarpelui - 15 - Latura umană - 16 - O formă înfricoșătoare - 17 - Pe jumătate om - 18 - Renașterea tagmei vrăjitorilor - 19 - Pe dealul Sardis - 20 - Fiul Nopții - 21 - În întuneric |

## Lista personajelor
- Will Barbee - ziarist la publicația The Clarendon Star din orașul Clarendon
- April Bell - tânără atrăgătoare, pe jumătate vrăjitoare, care îl atrage pe Barbee în lumea magiei
- Doctorul Lamarck Mondrick - arheolog renumit, șef al Fundației de Cercetări Umane care descxoperă existența oamenilor-vârcolaci în sânul omenirii
- Rowena Mondrick - soția lui Lamarck; și-a ajutat soțul în cercetările sale, lucru ce a atras asupra ei răzbunarea oamenilor-vârcolaci, care au orbit-o
- Sam Quain - cercetător care lucrează sub îndrumarea doctorului Mondrick, căruia i-a fost elev
- Nora Quain - soția lui Sam, de care Barbee a fost îndrpgostit în tinerețe
- Pat Quain - fiica celor doi
- Nick Spivak - cercetător care lucrează sub îndrumarea doctorului Mondrick, căruia i-a fost elev
- Rex Chittum - cercetător care lucrează sub îndrumarea doctorului Mondrick, căruia i-a fost elev
- Ben Chittum - tatăl lui Rex, vânzător într-un chioșc de ziare și reviste
- Archer Glenn' - psihiatru renumit, șef al clinicii Glennhaven din Clarendon
- Preston Troy - patronul ziarului The Clarendon Star

## Opinii critice
Recenzorul publicației Astounding, Catherine Crook de Camp, a lăudat romanul ca fiind un „fantasy excepțional [cu] intrigă excelentă, acțiune trepidantă și suspans care explodează într-un horror plin de tensiune”".
Brian W. Aldiss și David Wingrove au ales Mai întunecat decât crezi drept „cel mai bun roman al lui Williamson”, declarând că „este realizat bine, plin de suspans original și tensiune și condimentat cu un sănătos spirit malefic. Personajele, deși evidente, sunt creionate migălos, dar principala calitate a romanului este faptul că e plin de plăcerea vieții sălbatice, cu alergarea liberă în întuneric, pădurile, peisajele montane și adierea brizei.”
R. D. Mullen a descris romanul ca „primul efort serios făcut de Williamson pentru a depăși limitările ficțiunii pulp”, notând că acesta, la fel ca și romanele mainstream contemporane, „combină fantezia celor mai întunecate superstiții cu revelațiile psihanalizei ”and noted that it, like contemporaneous mainstream novels, "combines the fantasies of our darker superstitions with the revelations of psychoanalysis.".

## Opere asociate
Roger Zelazny a însărcinat 16 autori SF să scrie o introducere, 14 povestiri și 2 poeme pentru un volum menit să-l omagieze pe Jack Williamson. Deși Zelazny a decedat între timp, cartea a apărut în 1996 cu titlul The Williamson Effect:
- David Brin - A World In Love With Change
- Frederik Pohl - The Mayor of Mare Tranq
- Paul Delinger - Before the Legion
- Poul Anderson - Inside Passage
- Ben Bova - Risk Assessment
- Scott E. Green - Williamson's World (poem)
- Pati Nagle - Emancipation
- John Brunner - Thinkertoy
- Fred Saberhagen - The Bad Machines
- Jeff Bredenberg - The Human Ingredient
- Jane Lindskold - Child of the Night
- David Weber - A Certain Talent
- Connie Willis - Nonstop to Portales
- Andre Norton - No Folded Hands
- Mick Resnick - Darker Than You Wrote
- Scott E. Green - Near Portales... Freedom Shouts (poem)
- John J. Miller - Worlds That Never Were: The Last Adventure of the Legion of Time

Trei dintre povestiri au legătură cu romanul Mai întunecat decât crezi: "Darker Than You Wrote" a lui Mick Resnick, "Child of the Night" a lui Jane Lindskold și "Inside Passage" a lui Poul Anderson, ultima dintre ele reprezentând o continuare a romanului.

## Influențe și admiratori
Romanul l-a influențat în mod special de specialistul inginerie aeronautică și ocultistul Jack Parsons, alături de "Crucible of Power" scrisă de același autor:
„Parsons s-a arătat interesat de una dintre povestirile lui Williamson care a apărut de curând în revista fantasy Unknown.

...

Descrierea unei femei roșcate călare pe un animal uriaș i-a amintit de mitologia lui Crowley, iar povestea lui Will Barbee pare să fi captat imaginația lui Parsons deoarece rezonează cu propria sa fervoare mistică în sânul ordinului OTO.”
Neil Gaiman s-a declarat un fan al cărții.